# Affreschi del monastero di San Giacomo
Gli affreschi del convento di San Giacomo Maggiore sono un ciclo di pitture eseguite da Antonio Marinoni e dal figlio Ambrogio nella sala capitolare, nel chiostro e nella sagrestia dell'abbazia di Pontida e nell'attiguo monastero di San Giorgio.

## Storia
Nel 1504 il priorato cluniacense di San Giacomo, entrò a far parte della Congregazione cassinese, portando un rinnovamento dei locali della chiesa e del monastero. Furono rivisitati il presbiterio con la costruzione di un nuovo coro, la formazione della sagrestia settentrionale e la ristrutturazione dei due chiostri.
Le pitture, per caratteristiche similari in alcune parti con quelli presenti nella chiesa di Santa Maria Assunta in Borgo di Nembro di cui si è rinvenuta la documentazione, sono databili nel biennio 1537-1538, e eseguite dall'Antonio Marinoni con i figli, sicuramente attivi in quegli anni.

## Descrizione
Gli affreschi presenti nelle diverse parti del monastero non mettono dubbi sull'esecuzione di un'unica bottega identificata in quella dei Marinoni.

### Sagrestia

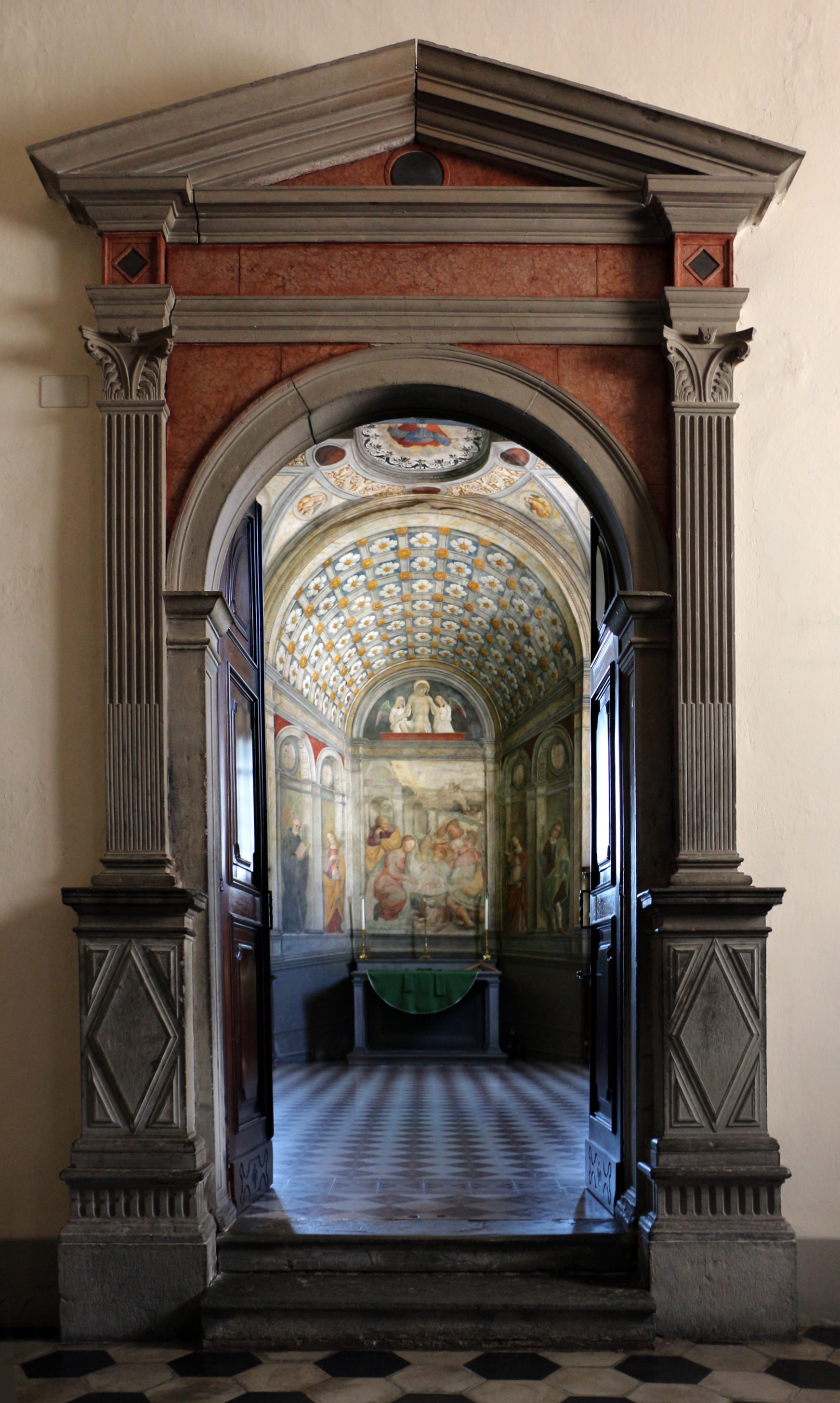
Gli affreschi dell'altare della sagrestia

Sul lato destro del presbiterio si trova l'aula quadrata originariamente adibita a sagrestia. La pittura eseguita dai Marinoni segue un filone prospettico illusionistico coronato dalla parte centrale del soffitto dove in un grande occhio, quattro paffuti piccoli angeli stanno a guardare.
Sulla parete di fondo, vi è l'affresco raffigurante la Natività databile nella seconda metà del XVI secolo, stilisticamente differente dagli altri affreschi per plasticità e naturalezza. L'apertura, con volta a botte, presenta decorazioni a rosetta che creano lo sfondato illusionistico di un vano absidale e che proseguono incastonate nella linea borchiata creando sui lati quattro nicchie definite ad arcate centinate che nell'intradosso ripetono il motivo a rosetta e che contengono le raffigurazioni di san Benedetto vestito degli abiti scuri con il pastorale, santa Giustiniana patrona della congregazione, san Sebastiano e santa Caterina d'Alessandria. I quattro santi si presentano con la statutaria staticità tipica della bottega marinoniana, anche se il fondo dorato cambia in quello poco profondo e dai colori freddi.

Sulla lunetta posta sopra l'affresco della Natività vi è la raffigurazione di Cristo fra gli angeli. Cristo è posto seduto sul rosso sepolcro, vi è un accenno delle gambe e del busto con un adattamento degli spazi piuttosto limitato ma con una ricerca dello studio dell'anatomia rappresentata dal nudo del Redentore. L'immagine deve essere un chiaro riferimento a Cristo simbolo dell'
estia e quindi Hallegoria della Messa.

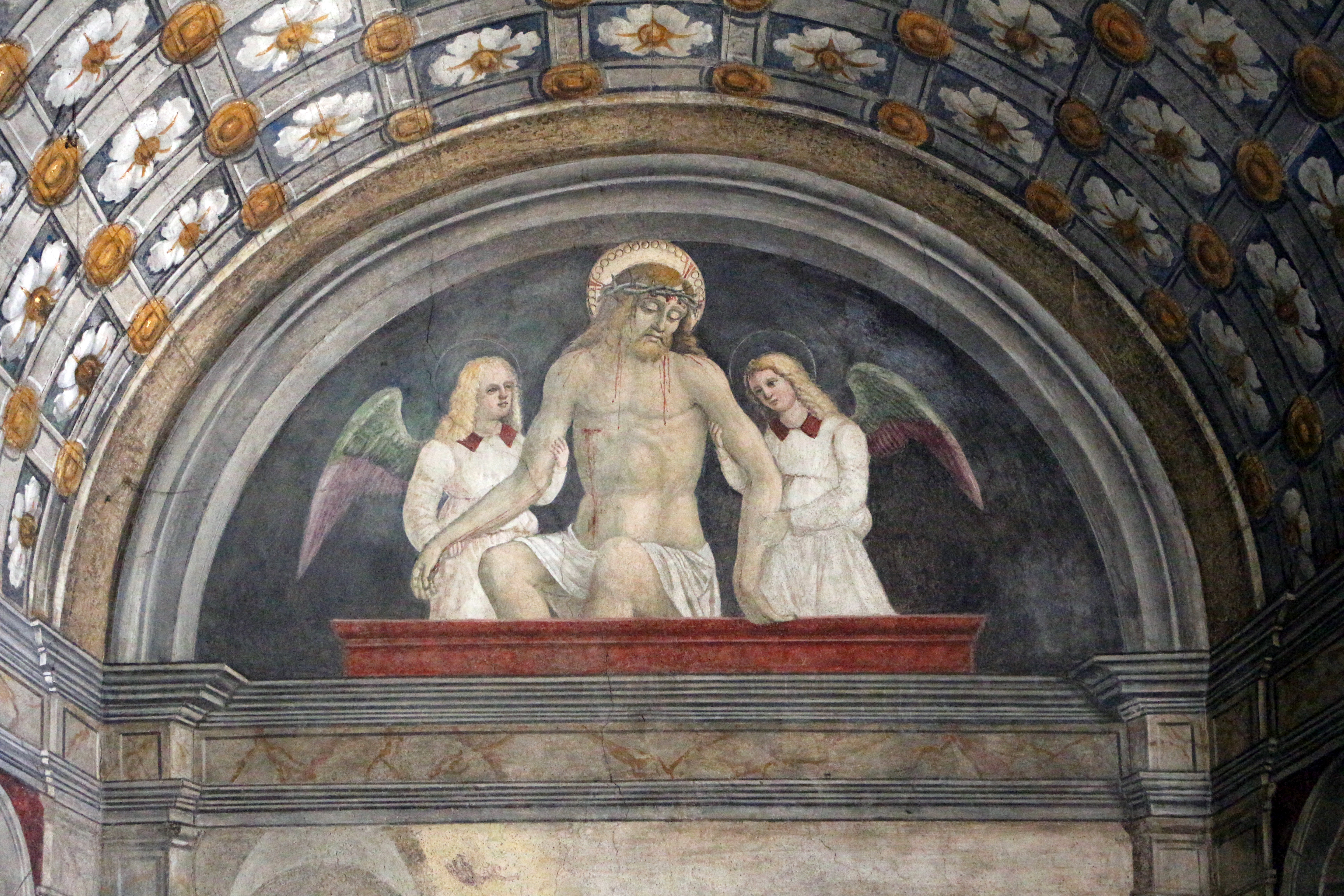
Cristo fra gli angeli

L'arco superiore presenta la raffigurazione di Dio Padre benedicente avente ai lati l'Annunciazione, mentre i pennacchi e la fascia con le grottesche presenta una sequenza di angeli, evangelisti e apostoli. La raffigurazione dei lineamenti segnati da rughe d'espressione e da capigliature insolite che sono assonanti con quelle dipinte nella chiesa di San Rocco a Gazzaniga.

### Sala capitolare
La sala capitolare si affaccia sul lato del chiostro superiore, presenta sulla parete opposta all'ingresso, l'affresco della Compianto su Cristo morto raffigurante la deposizione di Cristo morto nel sepolcro. Centrale è l'ideale diagonale composta dal corpo disteso tra le braccia di Maria mentre san Giovanni evangelista ne sostiene il busto e Maria Maddalena che idealmente la ridisegna. A fianco vi sono rappresentanti san Benedetto vestito di scuro e la sorella santa Scolastica che indossa gli abiti monacali con il giglio e la colomba fondatori dell'ordine cassiniano. Il dipinto mostra le caratteristiche tipiche moranoniane, la mancata plasticità degli elementi e la fisionomia dei volti, presentano assonanze con numerose opere presenti nel bergamasco. Il Cristo è raffigurato con assonanze con quello presente nella sagrestia.

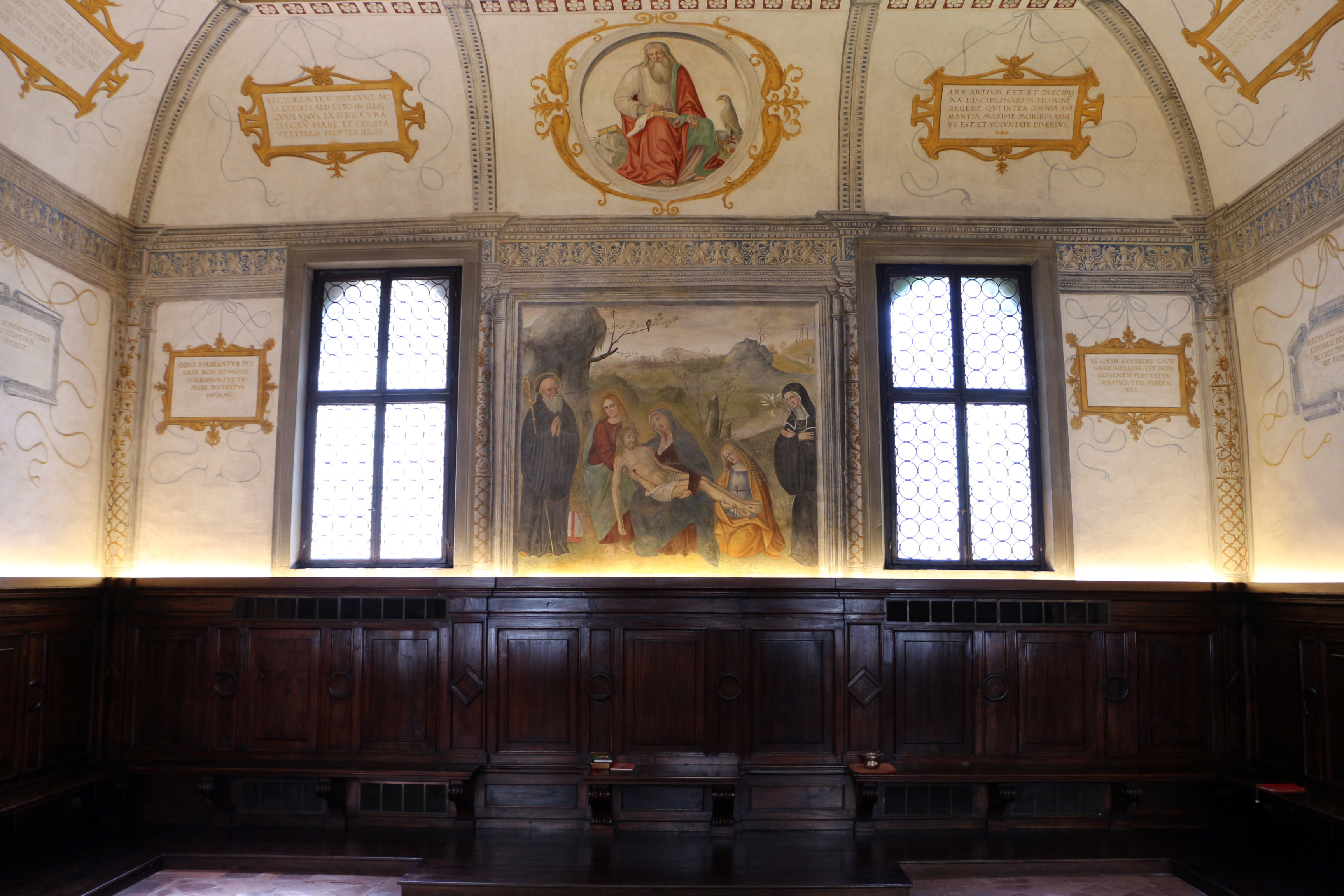
Affresco del Compianto e di un Evangelista della Sala Capitolare

L'aula presenta nelle curvature delle pareti al soffitto una fascia raffigurata a grottesche su fondo azzurro, e una con motivi decorati sempre a rosette, tra queste vi sono raffigurati i quattro evangelisti. Questi presentano assonanze con i medesimi presenti nella chiesa di San Giuliano ad Albino, e degli stessi presenti nel presbiterio della chiesa di Sant'Antonio di Breno da un altro artista.
I quattro evangelisti sono raffigurati con gli attributi che li identificano: San Giovanni, indicato come santo scrivente, è dipinto con una pergamena srotolata sulle ginocchia, simile a san Luca raffigurato nella chiesa albinese; san Marco nel gesto di intingere il pennino simile a san Giovanni di Albino; san Matteo e l'angelo hanno la sola variante nel trattenere con la destra un lembo del mantello, questo a indicare che non vi era ricerca di rinnovamento ma solo di miglioria ma una conferma della padronanza della tecnica pittorica, che a Pontida rivela una maggior capacità di forma plastiche composte in spazi raccolti.
Il soffitto presenta la raffigurazione di Cristo risolto racchiuso in una mandorla luminosa che mostra i segni della crocifissione, iconografia riscontrabile delle pale di Ognissanti di Nembro e di Gromo.
Le pareti della sala capitolare presentano iscrizioni con motti morali e con citazioni dei salmi..

### Chiostro superiore
|Il chiostro superiore dell'abbazia realizzato su disegno di Pietro Isabello  presenta nelle venti lunette la raffigurazione di un papa proveniente dall'ordine monastico cassinese. Nei quattro angoli, dove gli spazi sono maggiori, i Marinoni hanno raffigurato i monaci dell'abbazia con vicino il simbolo della dignità a cui rinunciarono entrando nell'ordine. Vi sono raffigurati san Benedetto in corrispondenza dell'ingresso alla sala capitolare, con i suoi discepoli san Placido e san Mauro inseriti in un paesaggio lussureggiante. Sulla lunetta ve è l'epigrafe rivolta ai monaci del convento in memoria della congregazione MEMOR ESTO CONCREGATIONIS TUE. Sulla lunetta posta frontalmente vi è la raffigurazione di san Giacomo il Maggiore patrono della città fra san Giovanni evangelista e san Marco. Questi lavori sono avvicinabili ad altri sempre della bottega di Desenzano al Serio, in particolare al Polittico di Sant'Egidio di Fontanella.